# ريتشارد هيوز (لاعب كريكت)
ريتشارد هيوز (30 سبتمبر 1926 - ) (بالإنجليزية: Richard Hughes)‏ هو لاعب كريكت بريطاني. شارك مع منتخب إنجلترا للكريكت.

## وصلات خارجية
- ريتشارد هيوز على موقع إي آس بي آن كريك إنفو (الإنجليزية)